# Franco Scaramelli
Franco Scaramelli (Modena, 8 ottobre 1911 – Modena, 26 febbraio 1995) è stato un calciatore italiano, di ruolo centrocampista.

## Carriera
Centrocampista centrale, esordisce a 18 anni nella nuova Serie A nel Modena, la squadra della sua città, il 27 ottobre 1929 nella gara pareggiata in casa del Livorno (2-2). Con i canarini disputa tre campionati di massima serie.
Nel 1933-1934 passa alla Roma dove rimane per sei campionati, sempre nella massima serie.
Nel 1938-1939 ritorna al Modena, disputando un'altra stagione in Serie A, e poi chiude a Brescia in Serie B, dove in due campionati disputa 44 partite, segnando 4 reti. Con la maglia delle rondinelle esordisce a Padova il 29 ottobre 1939 in un Padova-Brescia conclusosi con un roboante 0-6.